# Station Chinon
Station Chinon is een spoorwegstation in de Franse gemeente Chinon. Dit is nu een eindstation van een spoorlijn uit Tours. De spoorlijn maakte deel uit van de spoorlijn Les Sables-d'Olonne tot Tours waarvan nu gedeeltes opgeheven zijn. Tot 2004 reden er toeristische treinen van de Trains à vapeur de Touraine (TVT) tot Richelieu